# Inondation en France
 (juin 2025).
La mise en forme du texte ne suit pas les recommandations de Wikipédia : il faut le « wikifier ».
Les points d'amélioration suivants sont les cas les plus fréquents. Le détail des points à revoir est peut-être précisé sur la page de discussion.
- Les titres sont pré-formatés par le logiciel. Ils ne sont ni en capitales, ni en gras.
- Le texte ne doit pas être écrit en capitales (les noms de famille non plus), ni en gras, ni en italique, ni en « petit »…
- Le gras n'est utilisé que pour surligner le titre de l'article dans l'introduction, une seule fois.
- L'italique est rarement utilisé : mots en langue étrangère, titres d'œuvres, noms de bateaux, etc.
- Les citations ne sont pas en italique mais en corps de texte normal. Elles sont entourées par des guillemets français : « et ».
- Les listes à puces sont à éviter, des paragraphes rédigés étant largement préférés. Les tableaux sont à réserver à la présentation de données structurées (résultats, etc.).
- Les appels de note de bas de page (petits chiffres en exposant, introduits par l'outil «  Source ») sont à placer entre la fin de phrase et le point final[comme ça].
- Les liens internes (vers d'autres articles de Wikipédia) sont à choisir avec parcimonie. Créez des liens vers des articles approfondissant le sujet. Les termes génériques sans rapport avec le sujet sont à éviter, ainsi que les répétitions de liens vers un même terme.
- Les liens externes sont à placer uniquement dans une section « Liens externes », à la fin de l'article. Ces liens sont à choisir avec parcimonie suivant les règles définies. Si un lien sert de source à l'article, son insertion dans le texte est à faire par les notes de bas de page.
- La présentation des références doit suivre les conventions bibliographiques. Il est recommandé d'utiliser les modèles {{Ouvrage}}, {{Chapitre}}, {{Article}}, {{Lien web}} et/ou {{Bibliographie}}. Le mode d'édition visuel peut mettre en forme automatiquement les références.
- Insérer une infobox (cadre d'informations à droite) n'est pas obligatoire pour parachever la mise en page.

Pour une aide détaillée, merci de consulter Aide:Wikification.
Si vous pensez que ces points ont été résolus, vous pouvez retirer ce bandeau et améliorer la mise en forme d'un autre article.
L'inondation en France est un aléa naturel défini par une submersion temporaire, naturelle ou artificielle, d'un espace du territoire français par de l'eau liquide, étant susceptible d’avoir des impacts sur l’environnement, les personnes et les biens, dont le patrimoine culturel et l’activité économique.
Cinq types d’inondations relèvent d’aléas naturels : les inondations de plaine, les crues torrentielles, les inondations par remontée de nappe ou par ruissellement pluvial urbain et celles par submersion marine. Le risque associé à ces inondations, à savoir la possibilité qu’un événement de ce type se produise, est classé dans les risques majeurs naturels.
Les inondations résultant de la rupture d’un barrage ou d’une digue sont par contre classées dans la catégorie des risques technologiques, car elles résultent de la défaillance d’un ouvrage construit par l’homme
Le risque d'inondation fait l'objet d'un suivi continu, d'un cadre réglementaire de prévention et d'une information de la population. Une organisation des secours a par ailleurs été mise en place pour faire face à d'éventuelles catastrophes.
L'information de la population est faite via différents vecteurs. Le dossier départemental des risques majeurs (DDRM) recense à l’échelle d’un département l’ensemble des risques majeurs par commune, dont le risque d'inondation. Le dossier d'information communal sur les risques majeurs (DICRIM) précise au niveau communal ces risques. Il est complété par le plan communal de sauvegarde (PCS) qui définit l'organisation pour y faire face. Enfin, depuis 2006, l’information des acquéreurs ou locataires doit être faite sur les risques auxquels le bien immobilier est exposé.

## Définition et typologie

### Définition
La définition légale d'une inondation en France est donnée par l'article L. 566-1.-I. de la loi n° 2010-788 du 12 juillet 2010 portant engagement national pour l'environnement, à savoir une submersion temporaire par l'eau de terres émergées, quelle qu'en soit l'origine, à l'exclusion des inondations dues aux réseaux de collecte des eaux usées, y compris les réseaux unitaires. Sur le littoral, l'inondation par submersion marine s'étend au-delà des limites du rivage de la mer définies à l'article L. 2111-4 du code général de la propriété des personnes publiques.

### Typologie
La typologie des inondations d'origine climatique retenue en France depuis 1992 est présentée dans le tableau ci-dessous,. Les inondations d'origine climatique non pluviométrique peuvent être liées à la fonte des neiges ou aux marées de tempêtes, c'est pourquoi les submersions marines ont été prises en compte dans ce tableau.
Les inondations d'origine non climatique, liées par exemple à des phénomènes comme les tsunamis, les éruptions volcaniques sous-glaciaires, des ruptures de lacs glaciaires ne concernent pas la France, tout au moins pour la période considérée. Les inondations à la suite d'une rupture de barrage constituent un aléa spécifique à part entière, n'entrant pas dans le cadre des aléas naturels, et ne sont donc pas développées dans le présent article.
| Nature de l'inondation                      | Phénomène générateur                                                          | Caractéristiques | Conséquences |
| ------------------------------------------- | ----------------------------------------------------------------------------- | --- | --- |
| Inondation de plaine                        | Débordement de cours d'eau                                                    | La rivière sort de son lit mineur lentement et peut inonder la plaine pendant une période relativement longue. La rivière occupe son lit moyen et éventuellement son lit majeur. | La montée lente permet généralement l’annonce des crues et l’évacuation des personnes menacées. Néanmoins, la sécurité des personnes est parfois compromise, le plus souvent par non-respect des consignes ou par méconnaissance du risque. |
| Inondation par remontée de nappe            | Affleurement puis débordement de la nappe phréatique                          | Lorsque le sol est saturé d'eau, il arrive que la nappe affleure et qu'une inondation spontanée se produise. Ce phénomène concerne particulièrement les terrains bas ou mal drainés et peut perdurer. Des cartes des remontées de nappes par commune ont été établies par le Bureau de recherches géologiques et minières (BRGM). | Submersion de la voirie et des constructions de tout un quartier. |
| Inondation rapide ou crue torrentielle      | Formation rapide de crue torrentielle consécutive à des averses violentes     | Lorsque des précipitations intenses tombent sur tout un bassin versant, les eaux ruissellent et se concentrent rapidement dans le cours d'eau, d'où des crues brutales et violentes dans les torrents et les rivières torrentielles. Le lit du cours d'eau est en général rapidement colmaté par le dépôt de sédiments et des bois morts peuvent former des barrages, appelés embâcles. Lorsqu'ils viennent à céder, ils libèrent une énorme vague, qui peut être mortelle.                           | Ces crues sont souvent dévastatrices et meurtrières. |
| Inondation par ruissellement pluvial urbain | Crues rapides des bassins périurbains à la suite d'importantes précipitations | L'imperméabilisation du sol (bâtiments, voiries, parkings, etc.) limite l'infiltration des pluies et accentue le ruissellement, ce qui occasionne souvent la saturation et le refoulement du réseau d'assainissement des eaux pluviales. Il en résulte des écoulements plus ou moins importants et souvent rapides dans les rues. | Submersion de la voirie et des constructions de tout un quartier par l'eau de ruissellement. |
| Submersion marine                           | Élévation du niveau de la mer                                                 | Les tempêtes provoquent des trains de houle qui, s’ils sont dirigés face aux côtes, peuvent déferler et envahir le littoral. Ces fortes vagues touchant la côte sont accentuées à marée haute particulièrement quand le coefficient de marée est plus haut que la moyenne, c’est-à-dire quand il y a surcote. Les surcotes et décotes sont les différences entre la marée prédite et la hauteur d’eau observée. Plus la dépression accompagnant la tempête est creuse plus la surcote sera accentuée. | Submersion de l'espace littoral (voirie, constructions, équipements) par l'eau de mer. Ces crues peuvent être dévastatrices si elles occasionnent la rupture de digues protégeant des habitations ou groupes d'habitation.                  |

## Histoire

### Événements antérieurs à 2000
- Le 3 mars 1930, la crue du Tarn inonde de nombreuses villes, particulièrement Moissac et Montauban. Près de 200 personnes trouvent la mort[6].
- En 1940, de violentes précipitations font déborder plusieurs cours d'eau et inondent les Pyrénées-Orientales, faisant 48 victimes[6].
- Le 21 septembre 1980, sur le haut bassin de la Loire des précipitations exceptionnelles provoquent des inondations[7],[8], particulièrement à Brives-Charansac où la vieille ville et la zone industrielle sont dévastées provoquant la mort de huit personnes[9]. Dans la commune voisine, le pont de Coubon est détruit. Le plan ORSEC est déclenché dans les départements de la Haute-Loire et de la Loire[10].
- Le 14 juillet 1987, de violents orages entraînent le débordement du Borne en Haute-Savoie, causant la mort de 23 personnes au Grand-Bornand[6].
- Le 22 septembre 1992, l'Ouvèze déborde et inonde la ville de Vaison-la-Romaine (Vaucluse), où plus de 30 personnes trouvent la mort[6].
- En novembre 1999, plusieurs fleuves du midi méditerranéen débordent. Les inondations font 26 morts[6].

### Années 2000
77 événements de catégorie 3, 4 ou 5 sont recensés dans l'application Gaspar (Gestion Assistée des Procédures Administratives relatives aux Risques naturels et technologiques), le système d'information sur les risques naturels de la Direction Générale de la Prévention des Risques (DGPR) depuis l'an 2000. 9 sont de niveau 4 ou 5.

#### Crue de septembre 2002
Bilan : 24 victimes - 420 communes sinistrées - 1200 M€ de dégâts

Une crue du Rhône, du Vidourle, du Gardon, de la Cèze et autres affluents entraine d'importantes inondations principalement dans le Gard . En une seule journée orageuse, il a plu jusqu'à 670 mm sur les Cévennes, davantage qu'en une année entière sur Paris. coût économique pour les régions sinistrées : près de 330 M € pour le commerce, l'artisanat, les services et 219,3 M€ pour l'agriculture, dont 60 % concernent la vigne seule. Déclenchement d'un "plan Marshall" de 400 M€, complété par les aides européennes et locales ainsi que par les dons venus de toute la France. Environ 800 entreprises du Gard ont été touchées à la suite des inondations qui ont causé au moins 120 M€ de dégâts dont 670M€ de dommages assurés (600M€, coût marché historique CCR).

#### Crue de décembre 2003
Bilan : 7 victimes - 1533 communes sinistrées - 1500 M€ de dégâts

Inondation de plaine, par ruissellement, crue torrentielle||4||PACA, OC, ARA|| 03, 04, 05, 07, 11, 12, 13, 15, 18, 26, 30, 34, 38, 42, 43, 45, 46, 48, 58, 63, 69, 71, 81, 82, 84 ||Débordement de nombreux cours d'eau dont le Rhône, la Loire, le Tarn, le Lot, l'Aveyron,,... La crue de la Loire à Gien (Loiret) proche de celle de 1907, comparable aux crues de 1923 et 1926 à Orléans malgré le barrage de Villerest. Les digues du Rhône ont cédé en trois endroits inondant la petite Camargue gardoise et le nord d'Arles (7000 personnes évacuées à Arles, 150 mobile-home mis à disposition). 29 départements touchés, 7 morts, plus de 2000 entreprises sinistrées dans les Bouches-du-Rhône. 1,5 milliard d'euros de dommages, 768 M€ de dommages assurés (710 M€, coût historique CCR),,,.

#### Crue de janvier 2009
Bilan : 11 victimes - 3936 communes sinistrées - 2000 M€ de dégâts

tempête, inondations, chocs mécaniques liés à l'action des vagues, mouvement de terrain5||OC, NA||Aude, Haute-Garonne, Gers, Gironde, Landes, Lot-et-Garonne, Pyrénées-Atlantiques, Hautes-Pyrénées, Pyrénées-Orientales||la tempête Klaus atteint les côtes aquitaines dans la nuit du 23 au 24 janvier et traverse les régions du Languedoc-Roussillon et du  Midi-Pyrénées. Elle est accompagnée de rafales de vent de plus de 170 km/h. Les dégâts sont cependant importants (5 G€ ) et ont affecté le secteur forestier à hauteur de 3 milliards d’euros, les dommages assurés s'élèvent à 1,3 G€, 11 morts, 9 départements reconnus en cat-nat.

### Année 2010

#### Tempête Xynthia (février 2010)
27 au 28 février||tempête, inondations, submersion marine||5||NA, PDL||Vendée, Charente-Maritime, Deux-Sèvres, Vienne….||La Tempête Xynthia a principalement touché l'Espagne, le Portugal, la France. En France, elle ne présentait pas de caractère exceptionnel (vitesses maximales de vent sur le littoral : 160 km/h à la pointe de l’île de Ré), mais elle a été l'une des plus meurtrières (depuis les deux tempêtes de décembre 1999) du fait de la concomitance de ce phénomène avec une pleine mer de vives-eaux (coefficient de 102) qui s’est traduite par une surcote de 1,5 mètre sur le littoral, expliquant une montée des eaux assez exceptionnelle, causant la mort de 53 personnes et de nombreux dégâts évalués à près de deux milliards d'euros. Débordements de nombreux cours d'eau, durées de retour des crues pouvant atteindre 50 à 100 ans (50 ans dans l'estuaire de la Gironde, de 10 à 50 ans sur le tronçon Garonne-Dordogne).||53||1560||2500||1500

#### Inondations de juin 2010 dans le Var
Bilan : 25 victimes - 59 communes sinistrées - 700 M€ de dégâts

inondations par crue torrentielle, ruissellement||4||PACA||Var||Épisode pluvio-orageux, de fortes précipitations : 200 mm en partie centrale du Var avec localement de 300 à 400 mm (243 mm au Luc-en-Provence, 259 mm à Comps-sur-Artuby, 312 mm aux Arcs dont 124 mm entre 12h et 15h et 112 mm entre 17h et 20h). Durée de retour cinquentennale voire centennale aux Arcs, les pluies diluviennes ont provoqué des crues torrentielles sur le bassin versant de la Nartuby (affluent rive gauche de l'Argens) depuis Montferrat au Muy  et des ruissellements dans les communes autour de Draguignan. 23 morts dont 14 à Draguignan et 2 disparus, plus de 1000 entreprises sinistrées, des dommages assurés estimés à 700 M€, de nombreux foyers privés d'électricité,  dizaine de campings de Fréjus et Saint-Aygulf, ravagés par les flots,.

#### Inondations de novembre 2011
Bilan : 6 victimes - 400 communes sinistrées - 325 M€ de dégâts

inondations par crue, ruissellement, submersion marine, mouvements de terrain||4||PACA, OC, CO||Var, Alpes-Maritimes, Hérault, Gard, Bouches-du-Rhône, Corse...||Épisode pluvio-orageux exceptionnel par sa durée et les cumuls de précipitations enregistrés (plus de 450 mm en 48h localement) provoquant des crues (Argens), ruissellements et coulées de boue. Sur le littoral, forts vents avec des pointes de 150 km/h. Près de 400 communes reconnues en Cat-Nat, dont environ 40 pour des submersions marines.  Le Var est le département le + touché. 5 morts et 1 disparu. À Nice, un pont emporté par le Var, dommages assurés estimés à 325 M€.

#### Inondations de décembre 2014
Bilan : 6 victimes - 506 communes sinistrées - 250 M€ de dégâts

Inondations et coulée de boue|| 3/4||OC, PACA, CO||Aude, Aveyron, Bouches-du-Rhône, Hérault, Pyrénées-Orientales, Tarn, Tarn-et-Garonne, Var, Alpes-Maritimes, Haute-Corse||Épisode long et très étendu qui touche le Var puis s'étend  au Languedoc-Roussillon, au SE du Midi-Pyrénées et à la Haute-Corse. Fortes précipitations sur des sols saturés en eau provoquant de nombreux débordements de cours d'eau (Orb amont, Agly, Berre) et des ruissellements. Forte tempête avec des rafales maximales de plus de 100 km/h au sémaphore de Leucate (Aude), houle dévastatrice sur le littoral,,. Des dommages assurés estimés à plus de 200 M€.

#### Inondations d'octobre 2015
Bilan : 20 morts et 2 disparus - 46 communes sinistrées, - 600 M€ de dégâts

Inondations par crue||4||PACA||Alpes-Maritimes - Var||Samedi 3 octobre entre 20 heures et 22 heures, les zones proches du littoral de l'ouest des Alpes-Maritimes ont été frappées par une ligne d'orages très violents, extrêmement pluvieux, brefs et localisés. À Cannes, Météo-France a relevé 107 mm de précipitations entre 20h et 21h, 174 mm au total entre 20h et 22h (la normale pour un mois d'octobre étant de 130 mm). Un tel cumul quotidien n'avait jamais été observé depuis l'ouverture de la station en 1949, l'intensité horaire étant pour sa part inédite dans toutes les Alpes-Maritimes,.

#### Inondations de juin 2016
Bilan : 4 morts et 24 blessés - 1358 communes sinistrées (862 + 496)- 900 à 1400 M€ de dégâts

Inondations par crue et coulée de boue||5 || ||18, 21, 28, 36, 37, 41, 45, 51, 52, 54, 55, 57, 58, 59, 60, 61, 62, 67, 68, 72, 75, 77, 78, 89, 91, 92, 93, 94, 95 || De fortes pluies se concentrent sur les bassins de la Loire et de la Seine. Les départements les plus affectés par ces fortes pluies ont été le Loiret, le Loir-et-Cher, le Cher, l'Essonne, la Seine-et-Marne et l'Yonne[réf. souhaitée]. Il s’agit de la plus coûteuse inondation de l’histoire du régime d’assurance des catastrophes naturelles, avec un montant cumulé de pertes assurées de l’ordre de 900 millions à 1,4 milliard d’euros, selon les estimations de l’Association Française de l’Assurance (AFA) en date du 10 juin . 4

#### Inondations d'octobre 2018
Bilan : 14 morts  et 75 blessés
Inondation soudaine

## Conséquences

### Conséquences négatives des inondations
Les inondations sont susceptibles d'avoir des conséquences négatives potentielles pour la santé humaine, l’environnement et les biens, dont le patrimoine culturel et l’activité économique.
La vulnérabilité de la population est provoquée en particulier par sa localisation en zone inondable. Sa mise en danger survient surtout lorsque les délais d’alerte et d’évacuation sont trop courts ou inexistants, lors des crues rapides ou torrentielles. Le danger se traduit par le risque d’être emporté ou noyé, ainsi que par l’isolement sur des îlots coupés de tout accès. Lors des inondations du Sud-Est des dix dernières années, plus du tiers des victimes étaient des automobilistes surpris par la crue.
Les dégâts au milieu naturel sont dus à l’érosion, aux déplacements du lit ordinaire, aux dépôts de matériaux, etc. Les phénomènes d’érosion, de charriage, de suspension de matériaux et d’alluvionnement participent à l’évolution du milieu naturel dans ces aspects positifs comme négatifs. Pour les zones industrielles situées en zone inondable, un risque de pollution et d’accident technologique est à prendre en compte.
La vulnérabilité d’un bâtiment se mesure à l’importance des conséquences des agressions que vont subir le bâtiment et ce qu’il contient, lorsqu’il est partiellement ou totalement immergé. Trois critères principaux permettent de la caractériser:
- l’atteinte à la sécurité des personnes : l’agression que le bâtiment est susceptible de subir en cas d’inondation peut-elle entraîner la mise en péril de vies humaines ?
- la perturbation ou l’arrêt de l’utilisation du bâtiment : quel est le délai de retour à un fonctionnement normal du bâtiment à la suite de l’épisode d’inondation ?
- les effets domino : l’inondation du bâtiment peut-elle entraîner des perturbations sur l’environnement immédiat de celui-ci (pollution de bâtiments voisins, etc.) ?

### Échelle de gravité des événements
Une échelle de gravité des dommages générés par des aléas naturels ou technologiques a été produite par le ministère de l'Écologie et du Développement durable. Ce tableau permet de classer les événements naturels en six classes, depuis l'incident jusqu'à la catastrophe majeure,. Cette classification est propre à la France. D'autres classifications ont été établies par des organismes de veille internationale sur les catastrophes naturelles. 
| Classe | Classe              | Dommages humains       | Dommages matériels       |
| ------ | ------------------- | ---------------------- | ------------------------ |
| 0      | Incident            | Aucun blessé           | Moins de 0,3 M€          |
| 1      | Accident            | 1 ou plusieurs blessés | Entre 0,3 M€ et 3 M€     |
| 2      | Accident grave      | 1 à 9 morts            | Entre 3 M€ et 30 M€      |
| 3      | Accident très grave | 10 à 99 morts          | Entre 30 M€ et 300 M€    |
| 4      | Catastrophe         | 100 à 999 morts        | Entre 300 M€ et 3 000 M€ |
| 5      | Catastrophe majeure | 1 000 morts ou plus    | 3 000 M€ ou plus         |

## Prévention des inondations
L'histoire de la prévention du risque d'inondation en France relate l'évolution de l'attitude de l'homme et des autorités publiques françaises ainsi que des mesures prises pour face au risque d'inondation sur le territoire national.
Dès l'Antiquité et au cours du Moyen Âge, une approche fataliste prédomine même si des travaux sont entrepris pour faire face à ces calamités, puis la période moderne et contemporaine est caractérisée par un rationalisme scientifique (il faut connaître les crues pour mieux les maîtriser) et un volontarisme d'État (c'est toute puissance des ingénieurs d'État). 
Un tournant apparaît dans les années 1980 avec la décentralisation de l'urbanisme et la prise en compte de la gestion du risque d'inondation dans les documents d'urbanisme. Avec les années 1990, l'ère des grands travaux s'achève au profit d'une prise en compte globale de l'eau et des contextes socio-économiques et environnementaux. 

## Connaissance du risque d’inondation

### Atlas des zones inondables
Les atlas des zones inondables (AZI) constituent une première approche, non réglementaire, du risque inondation. Ils constituent une source importante de l’information préventive des citoyens sur les risques majeurs. Ils peuvent être utilisés par les services des collectivités locales ou de l’État lors de l’instruction des autorisations administratives en matière d’urbanisme (notamment les permis de construire) et peuvent également être utiles lors de la gestion de crises en l’absence d’autres documents.
Leur élaboration a été une priorité des services de l’État au début des années 2000. Ils ne couvrent pas tout le territoire et ont été élaborés par les directions départementales des territoires (DDT). Ils cartographient généralement au 1/25 000e les phénomènes d’inondation à partir de connaissances historiques, de l’étude du fonctionnement naturel des cours d’eau, de l’analyse de la topographie, et parfois de modélisations. Ils sont rattachés au volet « gestion des risques » des SDAGE élaborés par les comités de bassin.

### Évaluation préliminaire du risque d'inondation en 2011

Carte des districts hydrographiques en France métropolitaine.

Carte des Territoires à risques importants d'inondation en France métropolitaine (octobre 2012).

De l'évaluation préliminaire des risques d'inondation (EPRI) réalisée en 2011, il ressort que 17,1 millions de personnes, dont 16,8 pour la métropole, résident de manière permanente dans l’enveloppe approchée des inondations potentielles (EAIP), c’est-à-dire l’emprise potentielle des inondations extrêmes. Cette zone inondable concerne également au moins 9 millions d’emplois en métropole et  5 % du territoire métropolitain.
Dans cette zone inondable ont été identifiés 122 territoires à risques importants d'inondation dont 16 de portée nationale. 111 sont situés en métropole et 11 dans les DOM. La répartition par bassin est présentée dans le tableau suivant.
| Bassin hydrographique (découpage par agences de l'eau) | District hydrographique (au sens de la directive inondation)                      | Zones inondables (EAIP)        | Zones inondables (EAIP)                                                     | Zones inondables (EAIP)                                                                   | TRI          | TRI                 |
| Bassin hydrographique (découpage par agences de l'eau) | District hydrographique (au sens de la directive inondation)                      | Population estimée dans l’EAIP | % de la population de l’EAIP par rapport à la population totale du district | % de la population du district dans l’EAIP par rapport à la population totale dans l’EAIP | par district | de portée nationale |
| ------------------------------------------------------ | --------------------------------------------------------------------------------- | ------------------------------ | --------------------------------------------------------------------------- | ----------------------------------------------------------------------------------------- | ------------ | ------------------- |
| Adour-Garonne                                          | Adour, Garonne, Dordogne, Charente et cours d'eau côtiers charentais et aquitains | 1 177 000                      | 16 %                                                                        | 7 %                                                                                       | 18           |                     |
| Artois-Picardie                                        | Escaut, Somme et cours d'eau côtiers de la Manche et de la Mer du Nord            | 1 879 000                      | 42 %                                                                        | 11,2 %                                                                                    | 10           |                     |
| Artois-Picardie                                        | Meuse (partie Sambre)                                                             | 33 000                         | 17 %                                                                        | 0,2 %                                                                                     | 1            |                     |
| Loire Bretagne                                         | Loire et cours d'eau côtiers vendéens et bretons                                  | 1 694 000                      | 14 %                                                                        | 10,1 %                                                                                    | 20           | 5                   |
| Rhin-Meuse                                             | Rhin                                                                              | 1 515 000                      | 40 %                                                                        | 9 %                                                                                       | 8            | 1                   |
| Rhin-Meuse                                             | Meuse                                                                             | 143 000                        | 30 %                                                                        | 0,8 %                                                                                     | 4            |                     |
| Rhône-Méditerranée                                     | Rhône et cours d'eau côtiers méditerranéens                                       | 5 541 000                      | 38 %                                                                        | 33 %                                                                                      | 31           | 6                   |
| Seine-Normandie                                        | Seine et cours d'eau côtiers normands                                             | 4 767 000                      | 27 %                                                                        | 28,4 %                                                                                    | 16           | 4                   |
| Corse                                                  | Corse                                                                             | 63 000                         | 22 %                                                                        | 0,4 %                                                                                     | 3            |                     |
|                                                        |                                                                                   | 16 800 000                     |                                                                             |                                                                                           | 111          | 16                  |

Dans les DOM, Mayotte et La Réunion sont fortement exposés avec respectivement 40 % et 26 % de la population habitant dans la zone inondable.
| Bassin ou District hydrographique | Zones inondables (EAIP) | Zones inondables (EAIP) | Zones inondables (EAIP)                                                | TRI          |
| Bassin ou District hydrographique | Population totale       | Population dans l’EAIP  | % de la population dans l’EAIP par rapport à la population du district | par district |
| --------------------------------- | ----------------------- | ----------------------- | ---------------------------------------------------------------------- | ------------ |
| Guadeloupe                        | 400 736                 | 61 241                  | 15,3 %                                                                 | 2            |
| Martinique                        | 397 728                 | 27 269                  | 6,9 %                                                                  | 1            |
| Guyane                            | 205 954                 | 29 756                  | 14,4 %                                                                 | 1            |
| La Réunion                        | 781 962                 | 207 834                 | 26,6 %                                                                 | 6            |
| Mayotte                           | 186 243                 | 88 758                  | 40 %                                                                   | 1            |
|                                   | 1 972 623               | 414 858                 | 21 %                                                                   | 11           |

### Mémoire du risque et retour d'expérience
En France, il existe plusieurs dispositifs de mémoire des inondations remarquables qui contribuent à la connaissance des territoires d'aujourd'hui par la mémoire des inondations passées de la France .
Témoins visuels du quotidien, les repères de crues historiques ancrent la mémoire des inondations en exposant au regard des populations les hauteurs atteintes par les grandes crues. Ils permettent également d’imaginer les conséquences au niveau local d’une telle hauteur d’eau .
Depuis la loi n° 2003-699 du 30 juillet 2003 relative à la prévention des risques technologiques et naturels et à la réparation des dommages (dite loi "Risques"), l'implantation et l'entretien de repères de crues standardisés correspondant aux "plus hautes eaux connues" (PHEC) est une obligation légale (décret n° 2005-233) pour les communes exposées au risque d’inondation par débordement de cours d'eau,.
La base nationale des sites et repères de crues recense l'ensemble des repères de crue sur le territoire.
La Base de Données Historiques sur les Inondations (BDHI) recense et décrit des évènements d’inondation et de submersion dommageables d'origine fluviale, marine et lacustre effectivement survenus sur le territoire français (métropole et départements d'outre-mer) au cours des siècles passés et jusqu'à aujourd'hui. C’est une base de données documentaire informative, dans laquelle les informations sont structurées en fiches événements contenant des notes techniques et des éléments cartographiques. Elle intègre progressivement les anciens évènements, ainsi que les nouveaux qui surviennent .

## Gestion du risque

### Stratégie nationale

#### Politique de prévention des risques
De la fin des années 1980 à 2010, la politique de prévention des risques s’est peu à peu constituée. Elle repose aujourd’hui sur sept piliers :
- la connaissance des phénomènes, des aléas et du risque;
- la surveillance, la prévision, la vigilance et l’alerte ;
- l’éducation et l’information préventive des citoyens ;
- la prévention des risques dans l’aménagement et l’urbanisme par le porter à connaissance, les plans de prévention des risques (PPR) et les servitudes ;
- la réduction de la vulnérabilité et la protection (Travaux d’aménagement, réduction de la vulnérabilité (dont sécurité des ouvrages hydrauliques) et augmentation de la résilience (capacité d’adaptation) ;
- la préparation à la gestion de crise ;
- la mémoire et le retour d’expérience tirer les leçons du passé.

Cette politique de prévention des risques est complétée par deux autres volets : la politique de gestion de crise, incluant l’organisation d’exercices et la politique d’indemnisation.

#### Premier cycle de la directive inondation (2011-2016) - stratégie nationale

##### La directive inondation européenne
La Directive inondation du 23 octobre 2007 vise à créer un cadre commun permettant d'évaluer et de réduire les risques d'inondation sur le territoire de l'Union européenne et donc réduire les disparités de prise en compte et de traitement du phénomène inondation selon les États membres et favoriser la coopération transfrontalière. Celle-ci se borne toutefois à poser une méthode laissant une importante marge de manœuvre aux États membres pour son application.
La mise en œuvre de la Directive Inondations comprend trois étapes : évaluation préliminaire, cartographie, plan de gestion.
| Phase                                                   | Ref directive | Objectif | Contenu | Echéance         | Révisions                                                      |
| ------------------------------------------------------- | ------------- | --- | --- | ---------------- | -------------------------------------------------------------- |
| Évaluation préliminaire des risques d'inondation (EPRI) | Chap 2        | Évaluer les risques potentiels à partir des informations disponibles, telles des relevés historiques et des études sur les évolutions à long terme, en particulier l’incidence des changements climatiques sur la survenance des inondations. | L'évaluation comprend des cartes du district hydrographique, la description des inondations survenues dans le passé et ayant eu des impacts négatifs susceptibles de se reproduire à l’avenir et l’évaluation des conséquences négatives potentielles d’inondations futures en matière de santé humaine, d’environnement, de patrimoine culturel et d’activité économique. Cette évaluation doit être mise à la disposition du public | 22 décembre 2011 | Réexamen au plus tard le 22 décembre 2018 puis tous les 6 ans. |
| Cartographie des inondations                            | Chap 3        | Déterminer les zones pour lesquelles des risques potentiels importants d'inondation existent ou que leur matérialisation peut être considérée comme probable. | Les cartes des zones inondables couvrent les zones géographiques susceptibles d’être inondées selon les scénarios suivants : crue de faible probabilité ou scénarios d’événements extrêmes, crue de probabilité moyenne (période de retour probable supérieure ou égale à cent ans) et crue de forte probabilité, le cas échéant. Les cartes déterminent l'étendue de l'inondation, les hauteurs d’eau ou le niveau d’eau, selon le cas et, le cas échéant, la vitesse du courant ou le débit de crue correspondant. Elles doivent montrer les conséquences négatives potentielles associées aux inondations. | 22 décembre 2013 | Réexamen tous les 6 ans.                                       |
| Plan de gestion des risques d’inondation (PGRI)         | Chap 4        | Définir des objectifs appropriés en matière de gestion des risques d’inondation pour les zones répertoriées en mettant l’accent sur la réduction des conséquences négatives potentielles d’une inondation pour la santé humaine, l’environnement, le patrimoine culturel et l’activité économique, et, si cela est jugé approprié, sur des initiatives non structurelles et/ou la réduction de la probabilité de survenance des inondations. | Ces plans englobent tous les aspects de la gestion des risques d’inondation, en mettant l’accent sur la prévention, la protection et la préparation, y compris la prévision des inondations et les systèmes d’alerte précoce, et en tenant compte des caractéristiques du bassin hydrographique ou du sous-bassin considéré. Les plans de gestion des risques d’inondation peuvent également comprendre l’encouragement à des modes durables d’occupation des sols, l’amélioration de la rétention de l’eau, ainsi que l’inondation contrôlée de certaines zones en cas d’épisode de crue.                    | 22 décembre 2015 | Réexamen tous les 6 ans.                                       |

##### Transposition française de la directive inondation
Cette directive est transposée dans le droit français par l'article 221 de la loi du 12 juillet 2010 portant engagement national pour l'environnement, ou "Grenelle 2" et est complétée par le décret n° 2011-227 du 2 mars 2011 relatif à l'évaluation et à la gestion des risques d'inondations,. La France introduit en particulier la terminologie de territoires à risque important d'inondation (TRI)   qui ne figure pas formellement dans la directive. Ceux-ci correspondent aux zones pour lesquelles des risques potentiels importants d’inondation existent ou que leur matérialisation peut être considérée comme probable, telles que définies dans l'article 5 de la directive, et doivent être définis avant le 22 juin 2012.
L'État a choisi d'encadrer la mise en œuvre de cette Directive inondation par une stratégie nationale de gestion des risques d’inondation fondée sur des valeurs de responsabilité, de solidarité et de proportionnalité. La Commission Mixte Inondation valide les grandes orientations de la stratégie nationale inondation en mars 2012. La stratégie est finalement adoptée par les ministres de l’Environnement, de l’Intérieur, de l’Agriculture et du Logement le 7 octobre 2014. Elle fixe trois grands objectifs : augmenter la sécurité des populations, réduire le coût des dommages et raccourcir fortement le délai de retour à la normale des territoires sinistrés.
Déclinée au niveau de chaque grand bassin hydrographique, la stratégie nationale a donné lieu à la rédaction de treize plans de gestion des risques inondations (PGRI), adoptés et publiés au JO du 22 décembre 2015, et à la définition de 122 territoires à risques importants d'inondation (TRI) dont 16 de portée nationale ont été définis (111 en métropole et 11 dans les DOM).
Pour chacun de ces territoires des stratégies locales de gestion du risque inondation (SLGRI) devaient être élaborées avant fin 2016. Une SLGRI est une démarche visant à mobiliser et à associer l’ensemble des acteurs concernés à la définition d’objectifs et de dispositions partagées pour réduire les conséquences négatives des inondations sur ces territoires.

#### Deuxième cycle de la directive inondation (2017-2022)
Trois objectifs sont fixés pour le deuxième cycle de mise en œuvre de la directive inondation : 
- Finaliser les stratégies locales lorsqu'elles n'ont pu complètement aboutir au 31 décembre 2016 et les mettre en œuvre, le cas échéant, au travers de programmes d'actions de prévention des inondations (PAPI) en cours ou à construire ;
- Réexaminer les documents issus du premier cycle et les mettre à jour si nécessaire pour tenir compte d'une évolution de l'état des connaissances ou événements nouveaux significatifs ;
- Encourager la cohérence des nouvelles structures chargées de la responsabilité de gestion des milieux aquatiques et prévention des inondations (GEMAPI) avec la gouvernance issue de l’élaboration des SLGRI.

Le phasage de ce deuxième cycle est le suivant :
| Phase | Objectif d'approbation  |
| --- | ----------------------- |
| Réexamen et, si nécessaire, mise à jour de l’évaluation préliminaire des risques d’inondation (EPri) | deuxième trimestre 2018 |
| Si de nouveaux tri sont identifiés ou dans les rares cas où des périmètres de tri existants sont revus | 22 décembre 2018        |
| Si mise à jour de la cartographie des surfaces inondables et des risques d’inondation dans les TRI | 22 décembre 2019        |
| Réexamen et, si nécessaire, mise à jour des PGRI et des SLGRI. En cas de mise à jour de PGRI, la consultation du public pour une durée de 6 mois devra être lancée à compter d’octobre 2020\|\|22 décembre 2021 |                         |

### Surveillance, prévision, vigilance et alerte
Après la crue catastrophique de la Loire de 1846, le Conseil général des ponts et chaussées met en place un programme d'études sur le cours de la Loire et un effort métrologique avec la mise en place d'échelles de crue. Il entreprend également une cartographie de la vallée de la Loire avec le report des limites de la crue et des suivantes (1856 et 1866), au 1/20 000, en seulement 4 ans, de 1848 à 1852, en mobilisant plusieurs promotions de l'École nationale des ponts et chaussées. Un peu plus tard, en 1854, l'ingénieur Eugène Belgrand est chargé de créer, sur la Seine, le premier service hydrométrique de transmission cle prévisions aux ingénieurs riverains. En une vingtaine d'années, des services d'annonce de crue sont créés sur les principales rivières de France (Loire, Rhône, Saône, Isère, Drôme, Durance, Garonne, Seine, Aisne, Marne, Oise, Meuse). Pour la crue de la Seine de 1876, le service fondé par Belgrand a ainsi été capable de produire une alerte à échéance de 5 jours.
Avec l'avènement de la microinformatique à la fin des années 1980 et des données topographiques à haute résolution toujours plus détaillées, comme celles acquises par laser aéro-porté,,  les modèles hydrauliques et hydrologiques sont de plus en plus performants et permettent de simuler des scénarios de crue toujours plus détaillés. Couplés à des systèmes d'information géographiques eux-aussi toujours plus puissants, la représentation de ces scénarios est d'autant plus lisible et précise. Trois types de modèles hydrauliques sont utilisés, : 
- Modèle 1D où on privilégie une dimension d’espace par rapport aux deux autres (modèles de rivière, de réseaux de conduites). Des quantités moyennes sont calculées sur une section en travers ;
- Modèle 2D où on privilégie deux dimensions d’espace (ex. : plaines d’inondation, modèles maritimes) et où on calcule des quantités moyennes sur la verticale ;
- Modèle 3D où les paramètres et les variables sont des fonctions des trois directions de l’espace (ex. : plaines d’inondation, modèles maritimes, modèles détaillés de circuits hydrauliques). Ils utilisent très peu de lois empiriques (par rapport au 1D et 2D).

Parallèlement Météo-France se dote d'un supercalculateur en 1992, un Cray-2 avec une puissance crête totale de 1,7 GFLOPS (ou giga-FLOPS).
Sur le plan organisationnel, les services d'annonce des crues (SAC) sont définis par deux arrêtés du 27 février 1984 modifiés en 1997 et sont présents en 2000 sur 16 000 kilomètres de rivières et 300 000 kilomètres de cours d'eau en France. Le préfet est responsable de l'organisation de l'annonce des crues dans le département : leur mise en œuvre est confiée à 52 services différents (40 directions départementales de l'équipement (DDE), trois directions départementales de l'agriculture et de la forêt, quatre directions régionales de l'environnement, cinq services de navigation), dont aucun n'a compétence sur l'ensemble d'un bassin : il y a par exemple 13 DDE et un service de navigation compétents pour l'annonce des crues sur le bassin de la Loire, de plus la DIREN Centre joue également un rôle. Les SAC emploient alors 400 à 500 personnes sur l'ensemble du pays, ce qui correspond à environ 200 personnes en équivalent temps plein. Toutefois le rapport sur les causes et conséquences des inondations répétitives ou exceptionnelles de la fin des années 1990 et en particulier de celles de la Somme en 2001 est très critique sur les ce réseau. D'abord le réseau n'est pas exhaustif mais surtout, la simple annonce des crues assurée par ces services bien que déjà peu ambitieuse est mal remplie. Il y a en fait un décalage entre l'information disponible, les progrès scientifiques en matière de modélisation, de connaissance des inondations et l'absence d'organisation structurée de la prévision. Ces observations rejoignent celles du rapport Mariani sur les causes des inondations et les moyens d'y remédier établi en novembre 1994.
En 2002, le ministère du Développement durable engage une réforme du dispositif de l’annonce des crues. D'une part 22 services de prévisions des crues (SPC) remplacent les 52 services d’annonce des crues (SAC) préexistants sur les principaux cours d’eau. D'autre part est créé à Toulouse un service d'appui et de coordination de ces SPC, le Service central d’hydrométéorologie et d’appui à la prévision des inondations (SChAPI)[réf. nécessaire], qui établit, en synergie avec Météo-France, une veille hydrométéorologique 24 heures sur 24 sur les bassins rapides,.
En décembre 2007, Météo-France met en place une nouvelle carte de vigilance pluies-inondations afin d’améliorer l’efficacité de la chaîne d’alerte et la communication relative aux risques par des bulletins de suivi et des conseils de comportement (disponibles sur le site internet de Météo-France). Il s'agit d'un système d’information en continu fournissant au grand public et aux autorités de tous les échelons une information qualitative et graduée sur le risque de crues et des prévisions hydrologiques sur les cours d’eau du territoire métropolitain faisant l’objet d’une surveillance,.

### Réduction de la vulnérabilité

#### Digues
Une digue de protection contre les inondations ou submersions est un ouvrage linéaire, en surélévation par rapport au terrain naturel. Les digues sont complétées en général d'autres éléments naturels (dunes, tertres, coteaux, promontoires rocheux, …) ou artificiels (remblais d'infrastructures de transport ou autres, voire bâtiments) pour former un système complet de protection contre les inondations de cours d’eau ou de mer.
Les premières digues construites par l'homme sont très anciennes. Sur la Loire, de petites digues appelées turcies sont antérieures au capitulaire de Louis le Débonnaire, De aggeribus juxta Ligerim fadendis, de 823, dans lequel elles sont mentionnées. En 1482, Louis XI exprime une opinion communément répandue selon laquelle les turcies sont capables de résister aux plus fortes crues, si elles sont bien entretenues. De nouvelles digues sont élevées entre l’élargissement orléanais et Tours. De turcies, ces levées modernes deviennent d’uniformes remblais limitant les divagations naturelles du fleuve. Une course poursuite s'engage alors entre un fleuve au lit rétéréci et la surélévation de levées toujours plus hautes, mais qui finissent toujours par être submergées par les grandes crues. En Loire supérieure, ce processus est toutefois moins sensible, les premières digues n'apparaissant réellement qu'au cours du XVIe siècle.
À la suite des inondations de Camargue de l'hiver 1993-1994, l'État entend durcir sa politique en matière de construction en zone inondable et de gestion des ouvrages de protection que sont les digues.  La circulaire du 17 août 1994 constitue le premier texte demandant aux préfets de dresser un inventaire des structures gestionnaires des digues et, si possible, des ouvrages eux-mêmes. En 1999 une circulaire demande aux services de police de l’eau de réaliser l’inventaire national des digues. L’organisation du contrôle des digues de protection est définie avec la circulaire du 6 août 2003. Une méthodologie homogène sur le plan national est en particulier précisée afin de permettre aux services chargés de la police de l'eau de distinguer les digues intéressant la sécurité publique parmi les digues de protection contre les inondations fluviales qui auront été recensées. Les critères retenus pour distinguer ces digues sont alors les suivants :
- des pertes en vies humaines déjà survenues dans le passé à la suite d'une rupture de digue ;
- zones habitées situées à moins de 100 mètres d'une digue ou dans les espaces d'écoulement préférentiel de ses déversoirs ;
- une hauteur d'eau supérieure à 1 mètre prévue par l'atlas des zones inondables dans des zones habitées ;
- une vitesse de courant supérieure à 1 m/s prévue par l'atlas des zones inondables dans les zones habitées.

Le décret du 11 décembre 2007 offre un fondement juridique plus solide que la circulaire de 2003. Il instaure de nouvelles classes de digues de protection contre les inondations, en fonction de leur hauteur et de la population résidant dans la zone protégée : A, B, C et D et introduit également les nouvelles notions de visite technique approfondie, de revue de sûreté,d' étude de dangers, d'agrément des organismes intervenant pour le compte du maître d’ouvrage (maître d’œuvre, bureau d’études, …), diagnostic sur les garanties de sûreté, incidents et événements devant être déclarés, etc. Le tableau de définition des classes est le suivant :
| Classe | Caractéristiques de l’ouvrage et populations protégées                 |
| ------ | ---------------------------------------------------------------------- |
| A      | Ouvrage pour lequel : H ≥ 1 m et P > 50 000                            |
| B      | Ouvrage non classé en A et pour lequel : H ≥ 1 m et 1000 ≤ P ≤ 50 000  |
| C      | Ouvrage non classé en A ou B et pour lequel : H ≥ 1 m et 10 ≤ P < 1000 |
| D      | Ouvrage pour lequel : soit H < 1 m, soit P < 10                        |

« H » représente la plus grande hauteur mesurée verticalement entre le sommet de l’ouvrage et le terrain naturel du côté de la zone protégée à l’aplomb de ce sommet ;
« P » la population maximale exprimée en nombre d’habitants résidant dans la zone protégée, en incluant notamment les populations saisonnières.
Le 8 juillet 2008 est publiée une circulaire sur le contrôle de la sécurité des ouvrages hydrauliques au titre des dispositions mises en place par le Décret du 11 décembre 2007 et abroge la circulaire de 2003. En 2010 une nouvelle circulaire rappelle et précise les obligations de réalisation d’une étude de dangers par les responsables de digues, donne des éléments de doctrine sur l’examen du contenu de celle-ci et précise les différentes mesures à retenir en fonction du niveau de risque présenté par l’ouvrage.
Une instruction du Gouvernement relative aux ouvrages de protection contre les inondations et les submersions, à leurs enjeux de protection et a leur efficacité, parait le 20 octobre 2011. Elle demande aux préfets, dans le cadre du « Plan Submersion Rapide » initie après la tempête Xynthia d'établir un programme de travail pour parfaire le recensement des ouvrages et des maîtres d’ouvrages. Un effort particulier doit être consacré aux zones protégées à fort enjeux de sécurité, dans le cas où le gestionnaire de la digue n'est pas identifié, est défaillant ou ne dispose pas de la capacité d’assumer ses responsabilités. Des concertations doivent alors être engagées, en particulier avec les collectivités locales, pour faire émerger un gestionnaire solide.
La loi de modernisation de l'action publique territoriale et d'affirmation des métropoles du 27 janvier 2014 confie une compétence obligatoire à compter du 1er janvier 2016 aux communes et aux établissements publics de coopération intercommunale à fiscalité propre pour les actions de prévention des inondations. Cette date buttoir d’entrée en vigueur de la compétence est reportée au 1er janvier 2018 avec la loi NOTRe du 7 août 2015. Dans ce contexte, il appartiendra à ces acteurs publics, et à eux seuls, d’organiser librement la gestion des digues souhaitée, dans le cadre plus général de la prévention des inondations. Sur ce volet « digues », la loi est complétée par le décret du 12 mai 2015, qui fixe les règles selon lesquelles les collectivités chargées de la nouvelle compétence de gestion des milieux aquatiques et la prévention des inondations (GEMAPI) établissent et gèrent les digues. Enfin un référentiel technique digues maritimes et fluviales est publié également en 2015.
Le ministère de l'Environnement, de l'Énergie et de la Mer recense dans son bilan d'activité 2014 du contrôle de la sécurité des ouvrages hydrauliques, publié en avril 2016, 9 086 km de digues dont 8 983 en métropole :
| Zone géographique | Classe A | Classe B | Classe C | Classe D | Total |
| ----------------- | -------- | -------- | -------- | -------- | ----- |
| Métropole         | 362      | 2 585    | 3 744    | 2 292    | 8 983 |
| DOM-TOM           |          | 28       | 24       | 52       | 103   |
| Total             | 362      | 2 612    | 3 768    | 2 344    | 9 086 |

Ce même document recense également un nombre non négligeable de zones endiguées à enjeux importants et dépourvues de gestionnaire.

## Financement des actions

### Fonds Barnier
Face à des catastrophes naturelles toujours plus fréquentes et intenses, le fonds Barnier a pour vocation de préserver les vies humaines menacées gravement, et de subventionner des mesures de prévention ou de protection des personnes et des biens exposés aux risques naturels majeurs.
Ce fonds peut être mobilisé par les collectivités territoriales, les petites entreprises, les particuliers, les établissements publics fonciers et les services de l’État.
Le fonds Barnier permet de financer le rachat par les collectivités territoriales des habitations et des bâtiments des entreprises qui sont gravement menacés par un risque naturel majeur. Ces biens peuvent également être rachetés s’ils ont été sinistrés à plus de la moitié de leur valeur, par exemple à la suite d’une inondation.
En matière de prévention, ce fonds subventionne la réalisation de travaux de réduction de la vulnérabilité des habitations ou des bâtiments des petites entreprises exposées à un risque naturel majeur (inondation, mouvement de terrain, etc.), afin de mettre les occupants en sécurité et de réduire les dégâts. Par exemple, les particuliers résidant en zone inondable peuvent financer une partie de leurs travaux, tels que l’installation de barrières anti-inondation (batardeaux), d’un espace refuge pour se mettre en sécurité, ou encore des travaux pour rehausser leur système de chauffage (chaudière, pompe à chaleur, etc.). Le fonds peut également subventionner les opérations de reconnaissance et de confortement des cavités souterraines naturelles qui menacent de s’effondrer.
La direction départementale des territoires (et de la mer) ou, en outre-mer, la direction de l’environnement, de l’aménagement et du logement est chargée d’instruire les demandes relatives au fonds Barnier.

### Régime d'indemnisation des catastrophes naturelles (Cat-Nat)
Mécanisme fondé sur la solidarité nationale, le régime d’indemnisation des catastrophes naturelles, dit « Cat-Nat », permet aux particuliers, aux entreprises et aux collectivités d’être indemnisés en cas de situation déclarée « catastrophe naturelle ».
Il s’applique notamment après :
- des inondations (par ruissellement, par débordement de cours d’eau ou par remontée de nappe) ;
- des phénomènes liés à l’action de la mer (submersion marine, fortes vagues, etc.) ;
- des épisodes de sécheresse-réhydratation des sols argileux (« retrait et gonflement des argiles ») ;
- des mouvements de terrain ;
- des avalanches ;
- des séismes ;
- des éruptions volcaniques ;
- des cyclones ou des ouragans (vents supérieurs à 145 km/h en moyenne sur 10 min, ou 215 km/h en rafales).

En revanche, le dispositif d’indemnisation ne couvre pas les dommages provoqués par les feux de forêts et de végétation, par les vents violents dont la vitesse est inférieure à celle des cyclones et ouragans, ni les dommages causés par la grêle ou le poids de la neige. Ces dégâts sont couverts par d’autres garanties, incluses dans les contrats dommages aux biens de manière obligatoire (tempête) ou optionnelle (grêle et neige).
Seuls sont indemnisés les dommages matériels directement causés sur des biens assurés. Cela peut être:
- les dommages directs causés aux bâtiments, au matériel et au mobilier, mais aussi aux véhicules ;
- les frais de démolition et de déblais des biens sinistrés ;
- les dommages liés à l’humidité ou à la condensation consécutive à la stagnation de l’eau dans les locaux ;
- les frais de nettoyage des locaux sinistrés, et toute mesure de sauvetage ;
- les frais d’études géotechniques nécessaires à la remise en état des biens ;
- les pertes d’exploitation consécutives aux dommages directs.

Deux conditions sont à remplir pour bénéficier d'une indemnisation :
- il faut avoir souscrit une assurance de dommages aux biens (multirisques habitation, multirisques automobile, local professionnel…). La garantie catastrophes naturelles fait systématiquement partie de ces contrats, sauf pour les bateaux. Les biens couverts uniquement par un contrat d’assurance responsabilité civile, eux, ne bénéficient pas de cette garantie ;
- la catastrophe naturelle doit avoir été reconnue comme telle par un arrêté interministériel publié au Journal officiel de la République française (JO), qui précise les zones touchées, les périodes auxquelles les faits se sont produits et la nature des dommages causés par l’événement. Il revient au maire de procéder à cette demande de reconnaissance de l’état de catastrophe naturelle pour la commune.

Une fois, l’arrêté interministériel publié au JO, l'assuré a dix jours pour déclarer son sinistre auprès de sa compagnie d’assurance. Celle-ci a trois mois pour indemniser les sinistrés à partir de cette publication.